# Harrie Beex
Hendrikus Adrianus Cornelis (Harrie) Beex (Hoogeloon, 26 augustus 1914 - Zijtaart, 27 oktober 1997) was een Nederlandse priester, (rector, pastoor) en schrijver van liederen en openluchtspelen.

## Biografie
Beex, een groot deel van zijn leven woonachtig in Berlicum, studeerde aan het kleinseminarie Beekvliet in Sint-Michielsgestel en het grootseminarie in Haaren. Hij werd priester gewijd op 3 juni 1939 en was vervolgens kapelaan te Tilburg en Boxtel en pastoor te Esch van 1959 tot 1965. Tussentijds werd hij, vanaf 1946, te 's-Hertogenbosch rector van het Carolus-Liduina ziekenhuis, (thans Jeroen Bosch Ziekenhuis) en daarna van het psychiatrisch medisch centrum Reinier van Arkel. Beex was daarnaast ook hoofdredacteur van het Bisdomblad.
Van 1965 tot 1969 was Beex directeur van het Diocesaan Oriëntatiecentrum. Ook was hij 25 jaar lang voorzitter van de stichting Brabants Heem, waar hij in 1982 als bestuurslid afscheid van nam. In 1977 en 1978 was hij voorzitter van het Provinciaal Genootschap van Kunsten en Wetenschappen in Noord-Brabant.
Beex schreef verscheidene openluchtspelen en liederen, waarvan Het lied van hertog Jan waarschijnlijk het bekendste is.

## Mariakapel
Op 11 juni 1939 droeg Beex zijn eerste mis op in Hoogeloon. Naar plaatselijke gewoonte werd een collecte gehouden om de nieuwe priester een cadeau te geven. Beex besteedde het geld aan de bouw van de Mariakapel, die hij vervolgens op 20 oktober 1940 schonk aan de parochiekerk van Hoogeloon.
Op de gevelsteen staat de tekst: "Hoogeloon schonk deze Kapel aan H. Beex uit deze parochie bij diens eerste H. Mis. Grondvest ons in vrede 20 October 1940".

## Onderscheidingen
- Ridder in de Orde van Oranje-Nassau, 1979[2]
- Zilveren Anjer, 1987[3]

- Gemeinsame Normdatei: 1146384521
- International Standard Name Identifier: 0000 0000 3423 4615
- Library of Congress Control Number: n98041602
- Nederlandse Thesaurus van Auteursnamen: 069412863
- RKD-Nederlands Instituut voor Kunstgeschiedenis: 315292
- Virtual International Authority File: 68242333
- WorldCat: E39PBJxmF9KWXRpCGFDFDKCWjC